# Пархоменко Терентій Макарович
Терентій (Терешко) Макарович Пархоменко (28 жовтня 1872 — 23 травня 1910) — український кобзар, відома особистість із чернігівського Полісся, навчався в кобзаря Андрія Гайденка.

## Життєпис

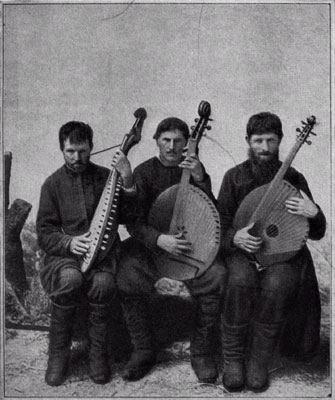
Кобзарі Михайло Кравченко, Терешко Пархоменко і Петро Древченко

Народився 1872 р. в с. Волосківцях Сосницького повіту.
З описів М. Сперанського, що присвятив Пархоменкові спеціальні розділи своєї книжки «Южнорусская песня и современные ее носители», а також інших дослідників — А. Малинки, Г. Хоткевича, Терешко Пархоменко був талановитим бандуристом, майстром своєї справи. Знав вісім дум, історичні пісні про Морозенка, про Саву Чалого, двадцять вісім духовних віршів і псальмів, кілька типових для кобзарського репертуару сатиричних пісень — «Хома і Ярема», «Дворянка», «Міщанка», «Теща», «Щиглове весілля», танці «Козачок», «Дудочка», «Тетяна». Він мав високий голос, виразно фразував свій спів під супровід бандури. За наявним описом, його бандура мала 6 металевих обтягнутих басів на грифі й 14 приструнків на корпусі. Грав так званим чернігівським способом, який полягає на використанні лівої руки винятково для гри на бунтах (на басах), бандура міститься між колінами сторч до тулуба, права рука грає винятково на приструнках, до того ж використовують переважно два пальці — вказівний та середній.
Співець грав також і на ліру. Пархоменко, за його ж власним зізнанням, не цурався друкованої літератури. Наприклад, «Невольницький плач», «Федір Безродний», «Козак Голота», «Смерть Богдана Хмельницького», «Дума про сестру й брата» він перейняв із видання Б. Грінченка «Думи кобзарські», (Чернігів, 1887). Він знався з М. Лисенком, у якого перейняв «Почаївську псальму», котру записав композитор. Інші, наприклад, «Миколаю», «Сон Богородиці», «Чудо Почаївське» узяв із записів П. Чубинського та П. Безсонова.
До тексту кобзар ставився вільно. Дозволяючи собі деякі зміни, відзначав, що «всякий співає по своєму норову». Відомий фрагмент музичної рецитації від Т. Пархоменка, зокрема, «Дума про Федора Безродного» майже тотожний до того, що М. Лисенко записав від кобзаря Остапа Вересая. У Т. Пархоменка вчився лірник Аврам Гребінь (1878–1961) з с. Березни Чернігівської губернії, який осліп в 16 років. Він знався з кобзарями М. Кравченком із Полтавщини, П. Древченком, Г. Гончаренком та С. Пасюгою з Харківщини, від яких перейняв думи «Невольницький плач», «Про азовських братів», «Про Марусю Богуславку», «Про козака бандуриста».
Учні — Михайло Домонтович, Василь Потапенко, Никон Прудкий.
Високу оцінку його виконавської культури давали відомі фольклористи, етнографи, письменники — І. Франко, М. Сумцов, М. Сперанський, А. Лисовський, Олена Пчілка та багато інших дослідників українського мистецтва, хоч дещо стримані були відносно оцінки додержання традиційного виконавства та передавання репертуару.
Мистецтво Т. Пархоменка мало велике значення для подальшого розвитку гри на бандурі в Україні. Він мав чимало послідовників. Зокрема, колишній його поводир В. Потапенко (1888—1934) згодом став концертним кобзарем, організатором та керівником однієї з кобзарських шкіл Києва.
Під час останнього концерту, який відбувся взимку 1910 р. в Умані, за виконання бунтарської пісні кобзаря побили жандарми, що врешті-решт призвело до його смерті.
Помер 23 березня 1910 р.[уточнити] в с. Волосківцях (нині Чернігівська область).

## Репертуар
Думи: (8) 
- «Азовські брати»,
- «Невольницький плач»,
- «Вдова і три сини»,
- «Федір Безродний»,
- «Козак Голота»,
- «Смерть Богдана Хмельницького»,
- «Дума про сестру й брата»,
- «Про смерть козака бандуриста».

Історичні пісні:
- Про Морозенка,
- Про Саву Чалого,

Духовних віршів і псальмів, (28)
Сатиричних пісені:
- «Хома і Ярема»,
- «Дворянка»,
- «Міщанка»,
- «Теща»,
- «Щиглове весілля».

Інструментальні танці: 
- «Козачок»,
- «Дудочка»,
- «Тетяна»